# Leucania pinguis
Leucania pinguis är en fjärilsart som beskrevs av Franz Dannehl 1926. Leucania pinguis ingår i släktet Leucania och familjen nattflyn. Inga underarter finns listade i Catalogue of Life.